# Georges-Louis Leclerc, conde de Buffon
Georges-Louis Leclerc, conde de Buffon (Montbard, 7 de setembro de 1707 – Paris, 16 de abril de 1788) foi um naturalista, matemático e escritor francês. As suas teorias influenciaram duas gerações de naturalistas, entre os quais se contam Jean-Baptiste de Lamarck e Charles Darwin.

## Juventude
Georges Louis Leclerc (mais tarde Conde de Buffon) nasceu em Montbard, na província da Borgonha, filho de Benjamin François Leclerc, um funcionário local menor encarregado do imposto sobre o sal e Anne-Christine Marlin também de uma família de funcionários públicos. Georges foi nomeado em homenagem ao tio de sua mãe (seu padrinho) Georges Blaisot, o fazendeiro de impostos do duque de Sabóia para toda a Sicília. Em 1714, Blaisot morreu sem filhos, deixando uma fortuna considerável para seu afilhado de sete anos. Benjamin Leclerc comprou então uma propriedade que continha o vilarejo próximo de Buffon e mudou-se com a família para Dijon, adquirindo vários escritórios lá, bem como um assento no Parlamento de Dijon.
Georges frequentou o Jesuit College of Godrans em Dijon desde os dez anos de idade. De 1723 a 1726, ele estudou direito em Dijon, o pré-requisito para continuar a tradição da família no serviço público. Em 1728, Georges deixou Dijon para estudar matemática e medicina na Universidade de Angers, na França. Em Angers, em 1730, ele conheceu o jovem duque inglês de Kingston, que estava em sua grande viagem pela Europa, e viajou com ele em uma grande e cara comitiva por um ano e meio pelo sul da França e partes da Itália.
Há rumores persistentes, mas totalmente não documentados, desse período sobre duelos e viagens secretas à Inglaterra. Em 1732, após a morte de sua mãe e antes do novo casamento iminente de seu pai, Georges deixou Kingston e voltou para Dijon para garantir sua herança. Tendo acrescentado "de Buffon" ao seu nome enquanto viajava com o duque, ele recomprou a vila de Buffon, que seu pai havia vendido. Com uma fortuna de cerca de 80 000 libras, Buffon estabeleceu-se em Paris para estudar ciências, a princípio principalmente matemática e mecânica, e aumentar sua fortuna.

## Carreira

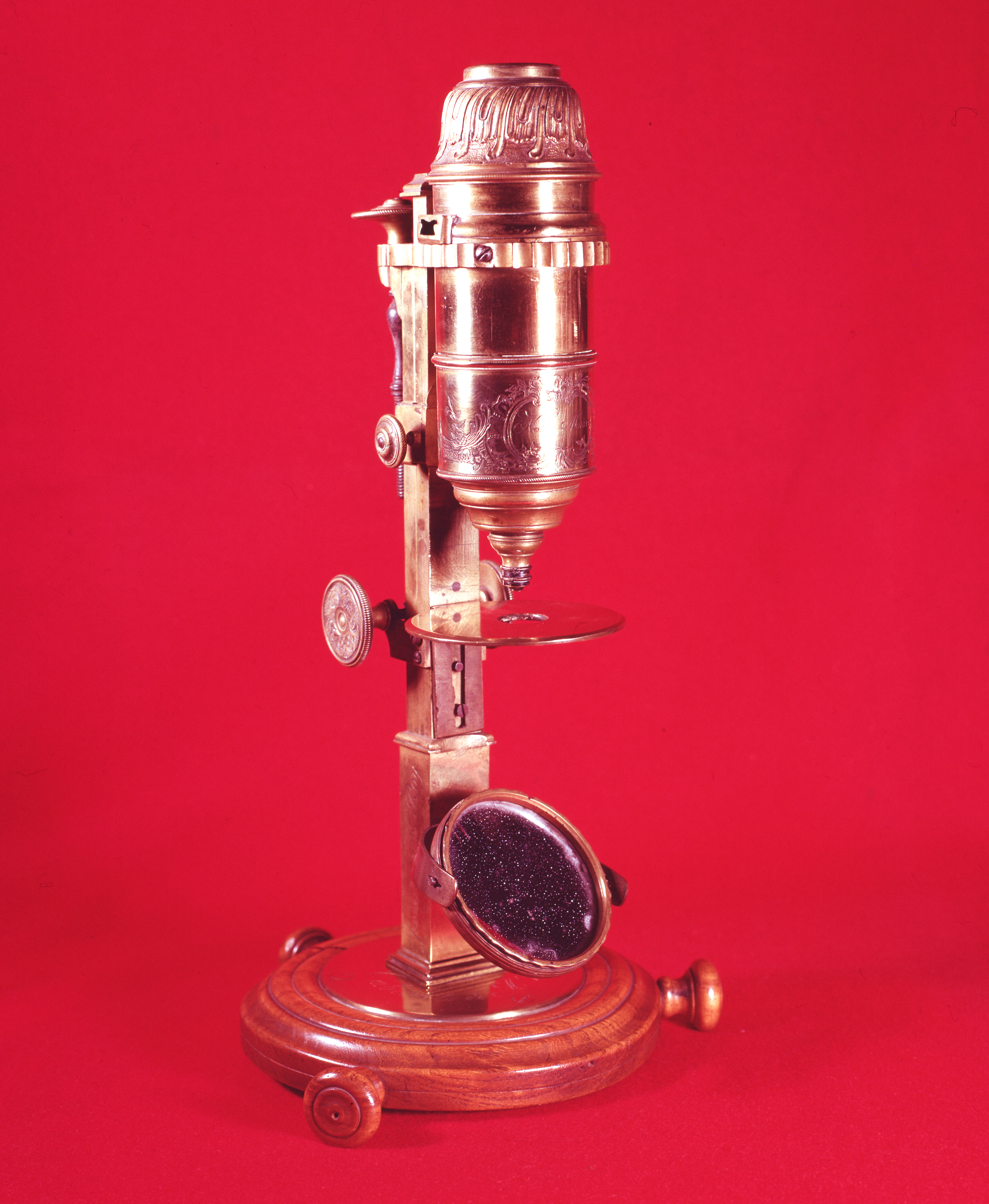
Microscópio de Buffon

Em 1732 mudou-se para Paris, onde conheceu Voltaire e outros intelectuais. Ele deixou sua marca pela primeira vez no campo da matemática e, em seu Sur le jeu de franc-carreau (Sobre o jogo do quadrado justo), introduziu o cálculo diferencial e o cálculo integral na teoria da probabilidade; o problema da agulha de Buffon na teoria da probabilidade leva o seu nome. Em 1734 foi admitido na Academia Francesa de Ciências. Durante este período, ele se correspondeu com o matemático suíço Gabriel Cramer.
Seu protetor, Maurepas, pediu à Academia de Ciências que fizesse pesquisas sobre madeira para a construção de navios em 1733. Logo depois, Buffon começou um estudo de longo prazo, realizando alguns dos testes mais abrangentes até hoje sobre as propriedades mecânicas da madeira. Foi incluída uma série de testes para comparar as propriedades de pequenos espécimes com as de membros grandes. Depois de testar cuidadosamente mais de mil pequenos espécimes sem nós ou outros defeitos, Buffon concluiu que não era possível extrapolar para as propriedades de madeiras de tamanho normal e começou uma série de testes em membros estruturais de tamanho normal.
Em 1739 foi nomeado chefe do Jardin du Roi parisiense com a ajuda de Maurepas; ele manteve esta posição até o fim de sua vida. Buffon foi fundamental para transformar o Jardin du Roi em um importante centro de pesquisa e museu. Ele também o ampliou, conseguindo a compra de terrenos adjacentes e adquirindo novos espécimes botânicos e zoológicos de todo o mundo.
Graças ao seu talento como escritor, ele foi convidado a ingressar na segunda grande academia de Paris, a Académie française em 1753 e, em seguida, em 1768 foi eleito para a American Philosophical Society. Em seu Discours sur le style ("Discurso sobre o estilo"), pronunciado perante a Académie française, ele disse: "Escrever bem consiste em pensar, sentir e expressar bem, em clareza de mente, alma e gosto … estilo é o próprio homem "(" Le style c'est l'homme même "). Infelizmente para ele, a reputação de Buffon como estilista literário também deu munição a seus detratores.
Em 1752, Buffon casou-se com Marie-Françoise de Saint-Belin-Malain, filha de uma família nobre empobrecida da Borgonha, que estava matriculada na escola do convento administrada por sua irmã. O segundo filho de Madame de Buffon, um filho nascido em 1764, sobreviveu à infância; ela própria morreu em 1769. Quando em 1772 Buffon ficou gravemente doente e a promessa de que seu filho (então com apenas 8) o sucederia como diretor do Jardin tornou-se claramente impraticável e foi retirado, o rei elevou as propriedades de Buffon na Borgonha ao status de um condado — e assim Buffon (e seu filho) se tornaram um conde. Foi eleito Membro Honorário Estrangeiro da Academia de Artes e Ciências dos Estados Unidos em 1782. Buffon morreu em Paris em 1788.
Ele foi enterrado em uma capela adjacente à igreja de Sainte-Urse Montbard; durante a Revolução Francesa, seu túmulo foi arrombado e o chumbo que cobria o caixão foi saqueado para produzir balas. Seu coração foi inicialmente salvo, pois era guardado por Suzanne Necker (esposa de Jacques Necker), mas depois foi perdido. Hoje, apenas resta o cerebelo de Buffon, já que ele é mantido na base da estátua por Pajou que Luis XVI havia encomendado em sua honra em 1776, localizado no Museu de História Natural, em Paris.

## Trabalhos

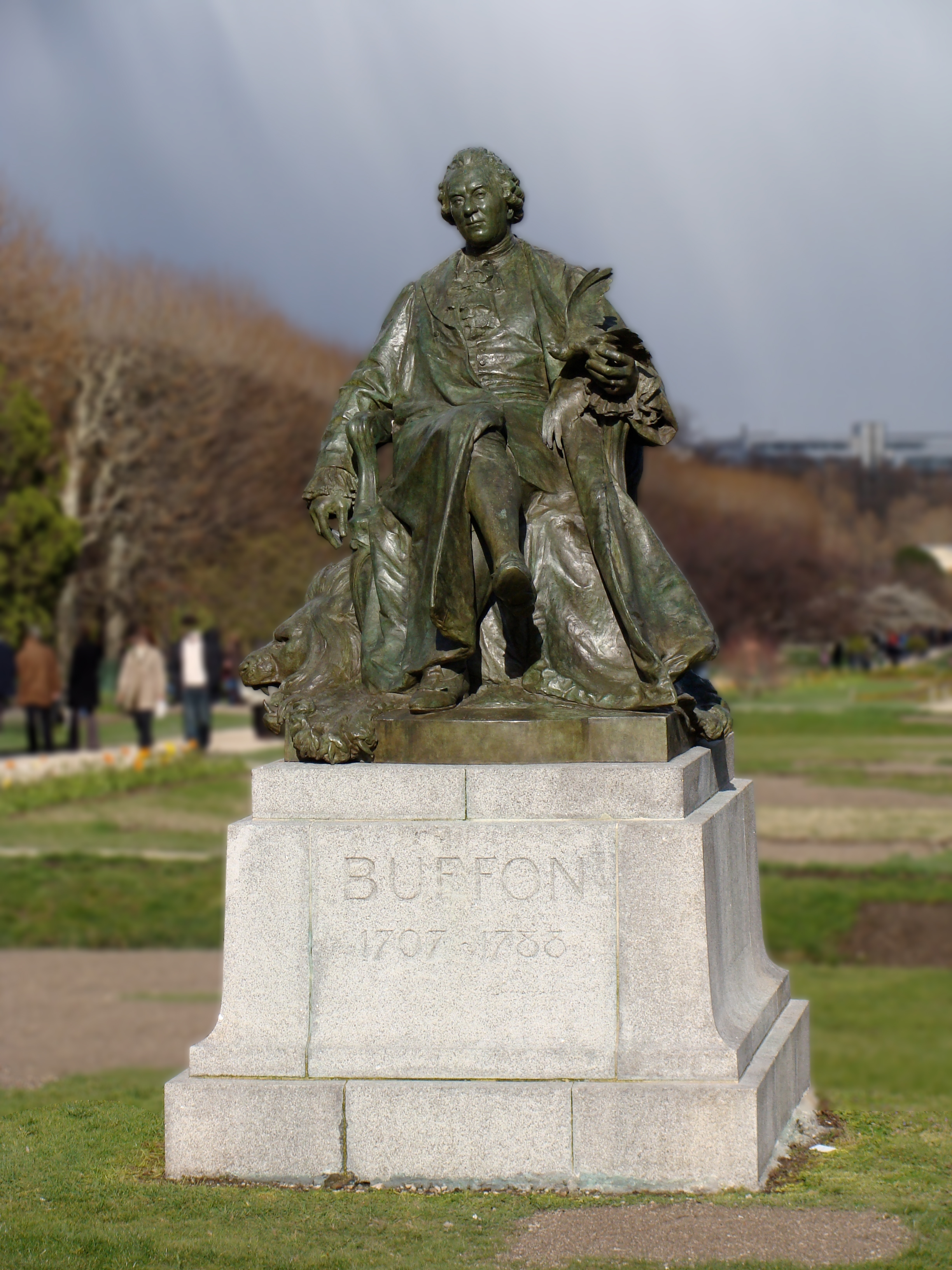
Estátua de Buffon no Jardin des Plantes

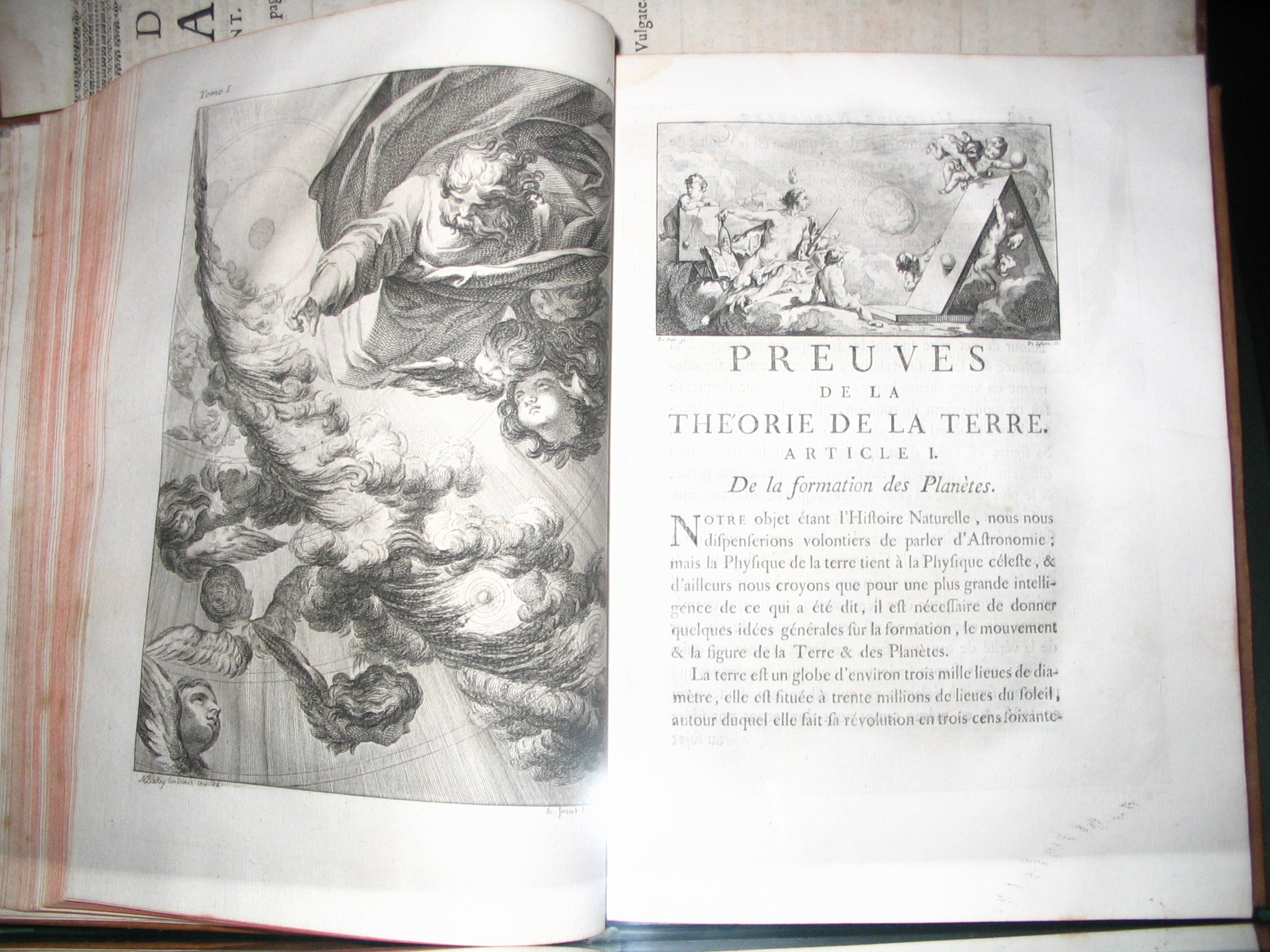
"Preuves de la théorie de la Terre", no Museu Buffon em Montbard, Côte-d'Or, França

A Histoire naturelle, générale et particulière de Buffon (1749-1788: em 36 volumes; um volume adicional baseado em suas notas apareceu em 1789) foi originalmente planejado para cobrir todos os três "reinos" da natureza, mas a Histoire naturelle acabou sendo limitada ao animal e reinos minerais, e os animais cobertos eram apenas pássaros e quadrúpedes. "Escrito em um estilo brilhante, este trabalho foi lido … por todas as pessoas instruídas na Europa".  Aqueles que o ajudaram na produção desta grande obra incluíram Louis-Jean-Marie Daubenton, Philibert Guéneau de Montbeillard e Gabriel-Léopold Bexon, junto com vários artistas. Histoire naturelle de Buffonfoi traduzido para muitas línguas diferentes, tornando-o um dos autores mais lidos da época, rival de Montesquieu, Rousseau, e Voltaire.
Nos volumes de abertura da Histoire, naturelle Buffon questionou a utilidade da matemática, criticou a abordagem taxonômica de Carl Linnaeus da história natural, esboçou uma história da Terra com pouca relação com o relato bíblico e propôs uma teoria da reprodução que ia contra a teoria prevalecente da pré-existência. Os primeiros volumes foram condenados pela Faculdade de Teologia da Sorbonne. Buffon publicou uma retratação, mas continuou publicando os volumes ofensivos sem qualquer alteração.
No decorrer de seu exame do mundo animal, Buffon observou que, apesar de ambientes semelhantes, diferentes regiões têm plantas e animais distintos, um conceito mais tarde conhecido como Lei de Buffon. Este é considerado o primeiro princípio da biogeografia. Ele sugeriu que as espécies podem ter "melhorado" e "degenerado" após se dispersarem de um centro de criação. No volume 14, ele argumentou que todos os quadrúpedes do mundo se desenvolveram a partir de um conjunto original de apenas 38 quadrúpedes. Com base nisso, ele às vezes é considerado um " transformista " e um precursor de Darwin. Ele também afirmou que a mudança climáticapode ter facilitado a disseminação mundial de espécies de seus centros de origem. Ainda assim, interpretar suas ideias sobre o assunto não é simples, pois ele voltou aos temas muitas vezes no decorrer de seu trabalho
Buffon considerou as semelhanças entre humanos e macacos, mas acabou rejeitando a possibilidade de uma ascendência comum. Ele debateu com James Burnett, Lord Monboddo sobre a relação dos primatas com o homem, Monboddo insistindo, contra Buffon, em um relacionamento íntimo.
A certa altura, Buffon propôs uma teoria de que a natureza no Novo Mundo era inferior à da Eurasia. Ele argumentou que as Américas careciam de criaturas grandes e poderosas e que mesmo as pessoas eram menos viris do que suas contrapartes europeias. Ele atribuiu essa inferioridade aos odores do pântano e às densas florestas do continente americano. Essas observações deixaram Thomas Jefferson tão furioso que ele despachou vinte soldados para os bosques de New Hampshire para encontrar um alce para Buffon como prova da "estatura e majestade dos quadrúpedes americanos".
Em Les époques de la nature (1778), Buffon discutiu as origens do sistema solar, especulando que os planetas foram criados pela colisão de um cometa com o sol. Ele também sugeriu que a Terra se originou muito antes de 4004 a.C., a data determinada pelo arcebispo James Ussher. Baseando seus números na taxa de resfriamento do ferro testado em seu Laboratório, o Petit Fontenet em Montbard, ele calculou que a idade da Terra era de 75 000 anos. Mais uma vez, suas ideias foram condenadas pela Sorbonne, e mais uma vez ele emitiu uma retratação para evitar mais problemas.

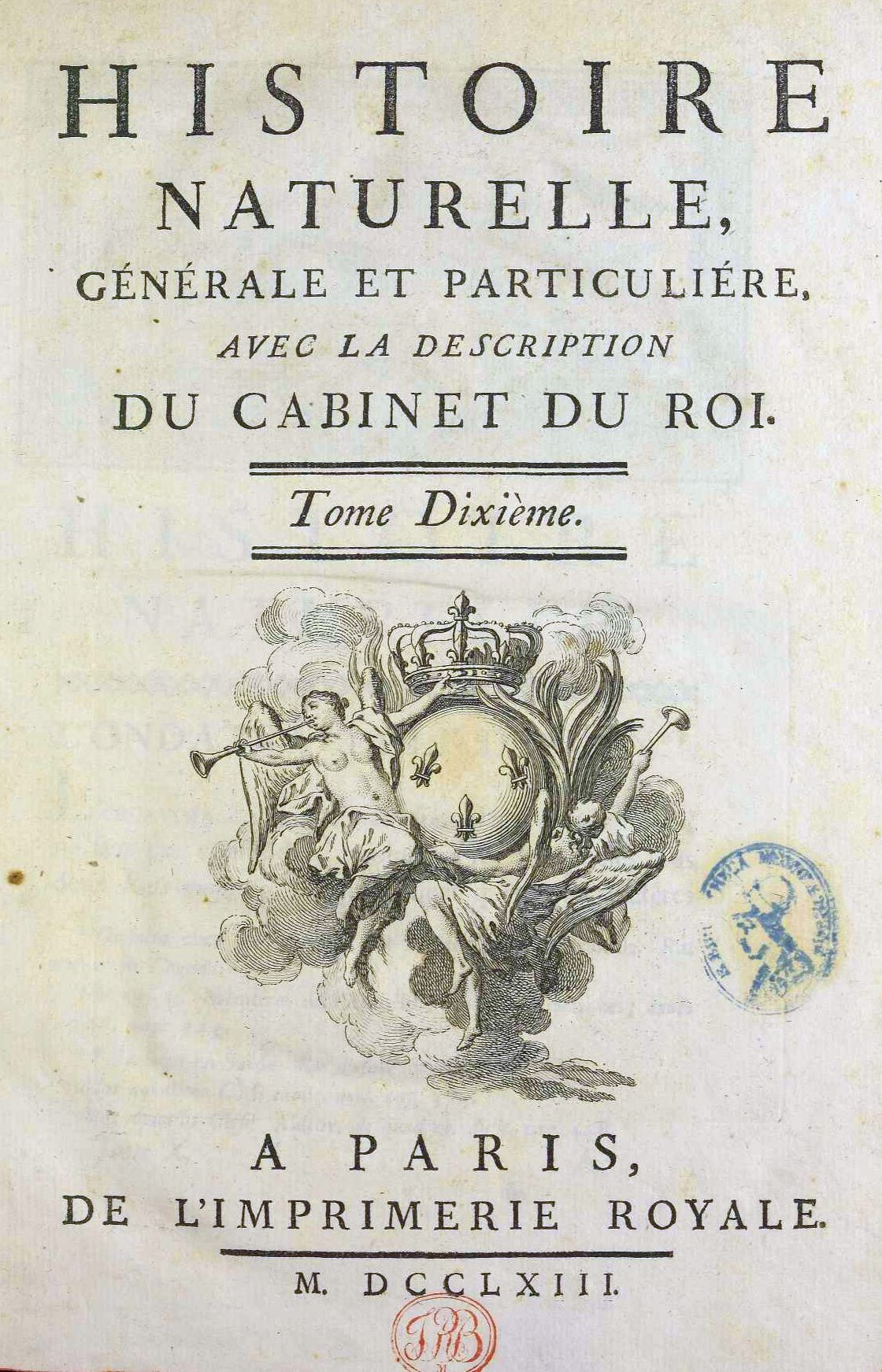
Histoire naturelle, générale et particuliére, página de título do 10º volume (1763)

### Publicações
- Histoire naturelle, générale et particuliére (em francês). 3. Paris: Imprimerie Royale. 1749
- Histoire naturelle, générale et particuliére (em francês). 4. Paris: Imprimerie Royale. 1753
- Histoire naturelle, générale et particuliére (em francês). 5. Paris: Imprimerie Royale. 1755
- Histoire naturelle, générale et particuliére (em francês). 6. Paris: Imprimerie Royale. 1756
- Histoire naturelle, générale et particuliére (em francês). 7. Paris: Imprimerie Royale. 1756
- Histoire naturelle, générale et particuliére (em francês). 10. Paris: Imprimerie Royale. 1763
- Histoire naturelle, générale et particuliére (em francês). 11. Paris: Imprimerie Royale. 1754
- Histoire naturelle, générale et particuliére (em francês). 13. Paris: Imprimerie Royale. 1765
- Histoire naturelle, générale et particuliére (em francês). 14. Paris: Imprimerie Royale. 1766
- Histoire naturelle, générale et particuliére (em francês). 15. Paris: Imprimerie Royale. 1767

## Estudos raciais
Buffon e Johann Blumenbach acreditavam no monogenismo, o conceito de que todas as raças têm uma única origem. Eles também acreditavam na "teoria da degeneração" das origens raciais. Ambos disseram que Adão e Eva eram caucasianos e que outras raças surgiram por degeneração de fatores ambientais, como o sol e dieta pobre. Eles acreditavam que a degeneração poderia ser revertida se o controle ambiental adequado fosse feito, e que todas as formas contemporâneas do homem poderiam reverter à raça caucasiana original.
Buffon e Blumenbach afirmaram que a pigmentação surgiu por causa do calor do sol tropical. Eles sugeriram que o vento frio causou a cor amarelada dos esquimós. Eles achavam que os chineses eram relativamente claros em comparação com as outras unidades populacionais asiáticas porque se mantinham principalmente nas cidades e eram protegidos de fatores ambientais. Buffon disse que a comida e o modo de vida podem degenerar as raças e distingui-las da raça caucasiana original.
Acreditando no monogenismo, Buffon achava que a cor da pele poderia mudar em uma única vida, dependendo das condições do clima e da dieta alimentar.
Buffon era um defensor da hipótese da Ásia; em sua Histoire Naturelle, ele argumentou que o local de nascimento dos humanos deve ser em uma zona temperada alta. Como ele acreditava que boas condições climáticas gerariam humanos saudáveis, ele formulou a hipótese de que o lugar mais lógico para procurar a existência dos primeiros humanos seria na Ásia e ao redor da região do Mar Cáspio.

## Relevância para a biologia moderna
Charles Darwin escreveu em seu esboço histórico preliminar adicionado à terceira edição de A Origem das Espécies: "Passando … Buffon, com cujos escritos não estou familiarizado". Então, da quarta edição em diante, ele corrigiu isso para dizer que "o primeiro autor que nos tempos modernos tratou isso [evolução] com espírito científico foi Buffon. Mas como suas opiniões flutuaram muito em diferentes períodos, e como ele não entrar nas causas ou meios de transformação das espécies, não preciso entrar aqui nos detalhes". O trabalho de Buffon sobre degeneração, no entanto, foi imensamente influente em estudiosos posteriores, mas foi ofuscado por fortes conotações morais.
O paradoxo de Buffon é que, de acordo com Ernst Mayr:

Ele não era um biólogo evolucionista, mas era o pai do evolucionismo. Ele foi a primeira pessoa a discutir um grande número de problemas evolutivos, problemas que antes de Buffon não haviam sido levantados por ninguém … ele os trouxe à atenção do mundo científico.

Exceto por Aristóteles e Darwin, nenhum outro estudioso de organismos [animais e plantas inteiros] teve uma influência de tão longo alcance.

Ele trouxe a ideia da evolução para o reino da ciência. Ele desenvolveu um conceito de "unidade de tipo", um precursor da anatomia comparada . Mais do que qualquer outra pessoa, ele foi o responsável pela aceitação de uma escala de longo prazo para a história da Terra. Ele foi um dos primeiros a sugerir que você recebe herança de seus pais, em uma descrição baseada nas semelhanças entre elefantes e mamutes. E ainda assim, ele atrapalhou a evolução por seu endosso frequente da imutabilidade das espécies. Ele forneceu um critério de espécie, fertilidade entre os membros de uma espécie, que era considerada inexpugnável.
Buffon escreveu sobre o conceito de luta pela existência. Ele desenvolveu um sistema de hereditariedade semelhante à hipótese de pangênese de Darwin. Comentando as opiniões de Buffon, Darwin afirmou: "Se Buffon tivesse assumido que suas moléculas orgânicas foram formadas por cada unidade separada em todo o corpo, sua visão e a minha teriam sido muito semelhantes".

## Trabalhos
Buffon, Œuvres, ed. S. Schmitt and C. Crémière, Paris: Gallimard, 2007.
Obras completas
- Vol 1. Histoire naturelle, générale et particulière, avec la description du Cabinet du Roy. Tome I (1749). Texto elaborado, introduzido e anotado por Stéphane Schmitt com a colaboração de Cédric Crémière, Paris: Honoré Champion, 2007, 1376 p. (ISBN 978-2-7453-1601-1)
- Vol 2. Histoire naturelle, générale et particulière avec la participation du Cabinet du Roy. Tome II. Texte établi, introduit et annoté par Stéphane Schmitt, avec la collaboration de Cédric Crémière, Paris: Honoré Champion, 2008, 808 p. (ISBN 978-2-7453-1729-2)
- Vol 3. Histoire naturelle, générale et particulière, avec la description du Cabinet du Roy. Texto elaborado, introduzido e anotado por Stéphane Schmitt com a colaboração de Cédric Crémière. Tome III (1749), Paris: Honoré Champion, 2009, 776 p. (ISBN 978-2-7453-1730-8)
- Vol 4. Histoire naturelle, générale et particulière, avec la description du Cabinet du Roi. Texto elaborado, introduzido e anotado por Stéphane Schmitt com a colaboração de Cédric Crémière. Tome IV (1753), Paris: Honoré Champion, 2010. 1 vol., 864 p. (ISBN 978-2-7453-1928-9)
- Vol 5. Histoire naturelle, générale et particulière, avec la description du Cabinet du Roi. Texto elaborado, introduzido e anotado por Stéphane Schmitt com a colaboração de Cédric Crémière. Tome V (1755), Paris: Honoré Champion, 2010. 1 vol., 536 p. (ISBN 978-2-7453-2057-5)
- Vol 6. Histoire naturelle, générale et particulière, avec la description du Cabinet du Roi. Texto elaborado, introduzido e anotado por Stéphane Schmitt com a colaboração de Cédric Crémière. Tome VI (1756), Paris: Honoré Champion, 2011. 1 vol., 504 p. (ISBN 978-2-7453-2150-3)
- Vol. 7. Histoire naturelle, générale et particulière, avec la description du Cabinet du Roi. Texto elaborado, introduzido e anotado por Stéphane Schmitt com a colaboração de Cédric Crémière. Tome VII (1758), Paris: Honoré Champion, 2011. 1 vol., 544 p. (ISBN 978-2-7453-2239-5)
- Vol. 8. Histoire naturelle, générale et particulière, avec la description du Cabinet du Roi. Texto elaborado, introduzido e anotado por Stéphane Schmitt com a colaboração de Cédric Crémière. Tome VIII (1760), Paris: Honoré Champion, 2014, 640 p. (ISBN 978-2-7453-2615-7)
- Vol. 9. Histoire naturelle, générale et particulière, avec la description du Cabinet du Roi. Texto elaborado, introduzido e anotado por Stéphane Schmitt com a colaboração de Cédric Crémière. Tome IX (1761), Paris: Honoré Champion, 2016, 720 p. (ISBN 978-2-7453-2994-3)
- Vol. 10. Histoire naturelle, générale et particulière, avec la description du Cabinet du Roi. Texto elaborado, introduzido e anotado por Stéphane Schmitt com a colaboração de Cédric Crémière. Tome X (1763), Paris: Honoré Champion, 2017, 814 p. (ISBN 978-2-7453-3456-5)
- Vol. 11. Histoire naturelle, générale et particulière, avec la description du Cabinet du Roi. Texto elaborado, introduzido e anotado por Stéphane Schmitt com a colaboração de Cédric Crémière. Tome XI (1764), Paris: Honoré Champion, 2018, 724 p. (ISBN 978-2-7453-4730-5)
- Vol. 12. Histoire naturelle, générale et particulière, avec la description du Cabinet du Roi. Texto elaborado, introduzido e anotado por Stéphane Schmitt com a colaboração de Cédric Crémière. Tome XII (1764), Paris: Honoré Champion, 2018, 810 p. (ISBN 978-2-7453-4732-9)
- Vol. 13. Histoire naturelle, générale et particulière, avec la description du Cabinet du Roi. Texto elaborado, introduzido e anotado por Stéphane Schmitt com a colaboração de Cédric Crémière. Tome XIII (1765), Paris: Honoré Champion, 2019, 887 p.
- Vol. 14. Histoire naturelle, générale et particulière, avec la description du Cabinet du Roi. Texto elaborado, introduzido e anotado por Stéphane Schmitt com a colaboração de Cédric Crémière. Tome XIV (1768), Paris: Honoré Champion, 2020, 605 p.
- Vol. 15. Histoire naturelle, générale et particulière, avec la description du Cabinet du Roi. Texto elaborado, introduzido e anotado por Stéphane Schmitt com a colaboração de Cédric Crémière. Tome XV (1767), Paris: Honoré Champion, 2021, 764 p.